# 中国共产主义青年团湖北省委员会
中国共产主义青年团湖北省委员会（简称共青团湖北省委）是中国共产主义青年团在湖北省的地方组织机构，接受中共湖北省委和共青团中央的领导。主要负责青年工作。

## 历史沿革
1949年7月，成立中国新民主主义青年团湖北省工作委员会（青年团湖北省工委）。1953年4月，选举产生中国新民主主义青年团湖北省委员会（青年团湖北省委），正式建立省级团组织。1957年5月，更名为中国共产主义青年团湖北省委员会（共青团湖北省委），同年6月10日启用新印章。1966年文化大革命开始后，团省委被造反派夺权。1973年5月，召开中国共产主义青年团湖北省第五次代表大会，正式恢复省级团组织。

## 主要职责
1. 领导全省共青团工作；负责省青联、省学联、省少先队工作委员会日常工作；指导全省青少年社会团体工作。
2. 负责青少年思想政治引领工作，承担引导青少年听党话、跟党走的政治任务；指导并组织全省青少年思想理论教育、宣传文化活动和活动阵地建设，培养、选拔、表彰并推荐优秀青年；加强网上共青团工作，指导全省共青团用网、占网、建网。
3. 协助省委、省政府有关部门做好大、中、小学学生的教育管理工作，维护学校稳定和社会安定团结。
4. 组织全省团员青年围绕中心、服务大局，在促进经济社会发展中发挥生力军和突击队作用，完成省委、省政府和团中央部署的以青少年为主体的各项任务。
5. 参与促进青少年发展和权益维护的规划、法规、政策措施的起草和实施工作，协助省委、省政府或受委托处理、协调与青少年权益相关的事务；负责省未成年人保护委员会和省综治委预防青少年违法犯罪领导小组的日常工作。
6. 负责全省团的建设，推进团的基层组织建设，扩大团组织有效覆盖面，协助党组织管理团的干部，指导全省团员队伍建设；指导全省青少年事务社会工作人才队伍建设。
7. 负责全省青年统战和民族团结工作；做好全省青少年外事和对外交流工作；开展对全省青年社会组织和新兴青年群体的联系服务和引导工作。
8. 调查青年思想动态和青年工作状况，研究青年运动、青少年工作理论、青少年事业发展等问题，为省委、省政府决策提供依据；办好省团校。
9. 完成上级交办的其他事项。

## 机构设置
内设部门
- 办公室
- 组织部（机关党委）
- 宣传部
- 基层组织建设部
- 青少年发展与权益维护部
- 学校部
- 少年部
- 统战联络部

直属事业单位
- 湖北省青年创业就业促进中心
- 湖北省希望工程办公室
- 湖北省青年职业学院（湖北省团校）
- 湖北省青年志愿者行动促进中心
- 湖北省青年文化传媒中心

## 历届常委会

### 第一届
- 任期：1953年4月－1956年10月
- 书记：许道琦
- 第二书记：陈扶生
- 副书记：欧阳辉（第一副书记）、赵毅（第二副书记）

### 第二届
- 任期：1956年10月－1959年12月
- 第一书记：陈扶生
- 书记处书记：温瑞生、田志宏、孙连清、张敏、郑少波

### 第三届
- 任期：1959年12月－1963年5月
- 第一书记：陈扶生
- 书记处书记：田志宏、邓祥、孙连清、张敏

### 第四届
- 任期：1963年5月－1973年5月
- 书记：邓祥
- 副书记：张敏、龚云挺、桑毅修、黄国栋

### 第五届
- 任期：1973年5月－1979年7月
- 书记：毛菊元、刘定桐、高玉泽、张立国、陈福生、汤有元
- 副书记：胡德珍、凌仲倜、熊定龙

### 第六届
- 任期：1979年7月－1982年10月
- 书记：邓国政、毛菊元、陈卫高、王敬璋
- 副书记：王道泉、熊定龙

### 第七届
- 任期：1982年10月－
- 书记：钱运录（1982年10月－1983年1月）
- 副书记：毛菊元、倪德斌、王敬璋

...

### 第十届
- 任期：1997年12月－2002年12月
- 书记：汤涛（1997年12月－2000年2月） → 李兵（2000年4月－2002年12月）
- 副书记：李兵、邓波清、李新华、肖菊华

### 第十一届
- 任期：2002年12月－2007年12月
- 书记：李新华（2002年12月－2005年7月） → 肖菊华（2005年9月－2007年8月） → 丁小强（2007年11月－2007年12月）
- 副书记：

### 第十二届
- 任期：2007年12月－2012年12月
- 书记：丁小强（2007年12月[1]－2010年8月） → 朱厚伦（2011年3月－2012年8月） → 张桂华（2012年8月－2012年12月）
- 副书记：

### 第十三届
- 任期：2012年12月－2018年2月
- 书记：张桂华[2]
- 副书记：吴朝安、邹霞、张澍、金鹏

### 第十四届
- 任期：2018年2月－
- 书记：张桂华（2018年2月[3]－2021年3月） → 周森锋（2021年3月[4]－）
- 副书记：张澍（2018年2月－2021年7月）、王云清（2018年2月－2022年7月）、陈立、师建兴（2018年2月－2020年10月）、刘萧磊、王艳鸽、霍计武、方清忠（2020年10月－）、徐本禹（2022年8月－）、林桢栋（2022年8月－）